# Auer
Auer (Italiaans: Ora) is een gemeente in de Italiaanse provincie Zuid-Tirol (regio Trentino-Zuid-Tirol) en telt 3334 inwoners (31-12-2004). De oppervlakte bedraagt 11,8 km², de bevolkingsdichtheid is 283 inwoners per km².

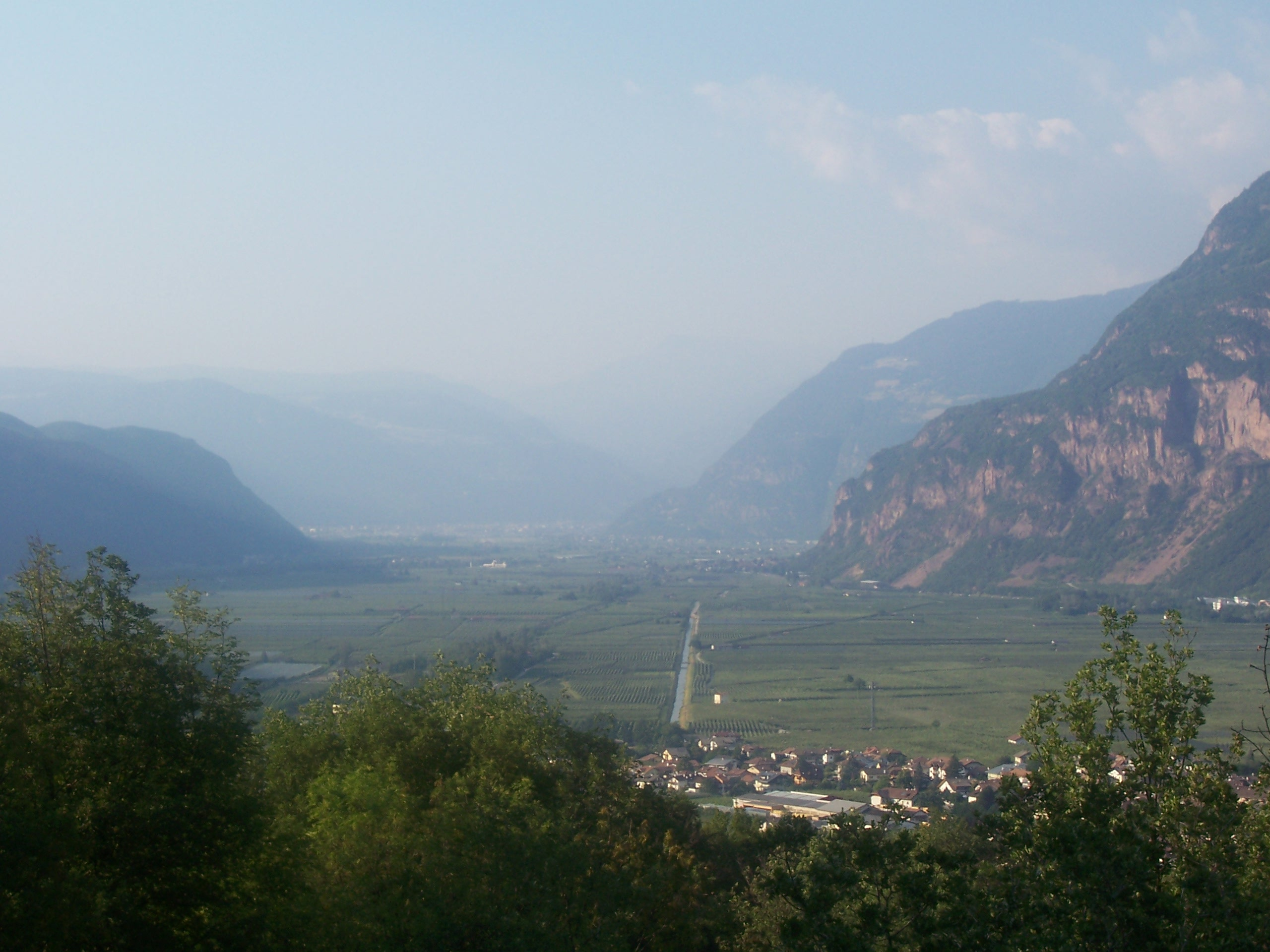
Uitzicht vanaf de berg Castelfeder

## Geografie
De gemeente ligt op ongeveer 236 m boven zeeniveau en heeft aan de Brennerspoorlijn ook een station Ora-Auer.
Auer grenst aan de volgende gemeenten: Aldein, Branzoll, Montan, Pfatten, Tramin an der Weinstraße.